# 2003年美加大停电

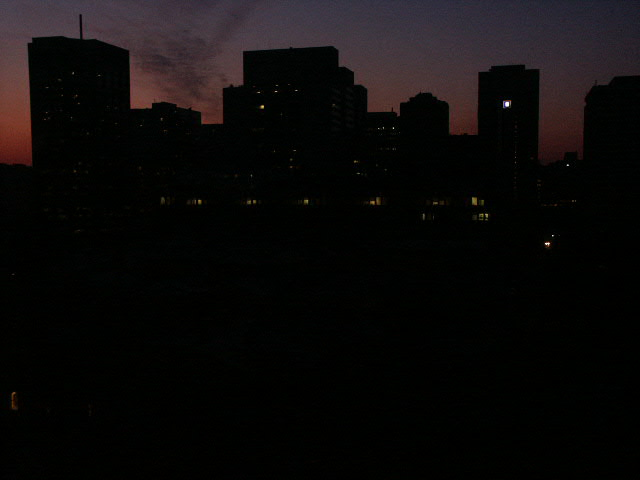
8月14日傍晚，暮色籠罩加拿大最大城市多倫多。安大略省的大規模停電讓整座城市在當晚陷入一片漆黑。

受2003年大停電的直接影響的州與省，顯示停電範圍侷限在美東地區。

2003年美加大停电（Northeast blackout of 2003）是指2003年8月14日起在美国东北部部分地区以及加拿大东部地区出现的大范围停电。这是北美历史上最大范围的停电，受影响的人估计在加拿大有1000万（三分之一的人口）在美国有4000万。美国8个州以及加拿大的安大略省的电力中断。该大停电持续10天。

## 過程

美國國防氣象衛星系統於停电前（8月13日晚上9時21分）與停電期間（8月14日晚上9時03分）拍摄的美加夜間影像。

美国东部时间2003年8月14日下午4:12到4:15，首先在克利夫兰、托萊多、纽约市、奥尔巴尼、底特律以及紐泽西州的部分地区报告发生停电，然后蔓延到纽约市的五个区以及長島與威契斯特郡、新泽西州、佛蒙特州以及康涅狄格州的部分地区，安大略省南部的大部分地区，包括多伦多、汉米尔顿以及温索尔。估计受影响地区大约有24,000平方公里（9,300平方英里）。至少有21間发电厂在停电間关闭。
在很多地区，大部分必要的服务仍然持续运行，虽然在一些城市后备服务不能马上供应。电话系统在很多地区仍然保持畅通，但是由于大量的人向家里打电话，使得很多线路超负荷运转。手机服务业一度因为服务商用完了后备电源而中断。电视和电台在备用电源的支持下仍正常运作。
在直到黄昏还没有恢复电力的地区，人们可以以肉眼看到银河和人造卫星，由于城市的光污染，这些在未停電時是不可能看到的。

## 起因
由於第一能源公司（FirstEnergy）的軟件存在程序错误（bug），管理員不知道發電廠故障、電壓過低、部分線路過載及跳脫，因此未有作出適當的調度。隨後，多家發電廠及多條線路因此下線，骨牌效應因而產生。
事故中，超過265個電廠，508機組跳脫，停電量高達61,800MW。

## 影响

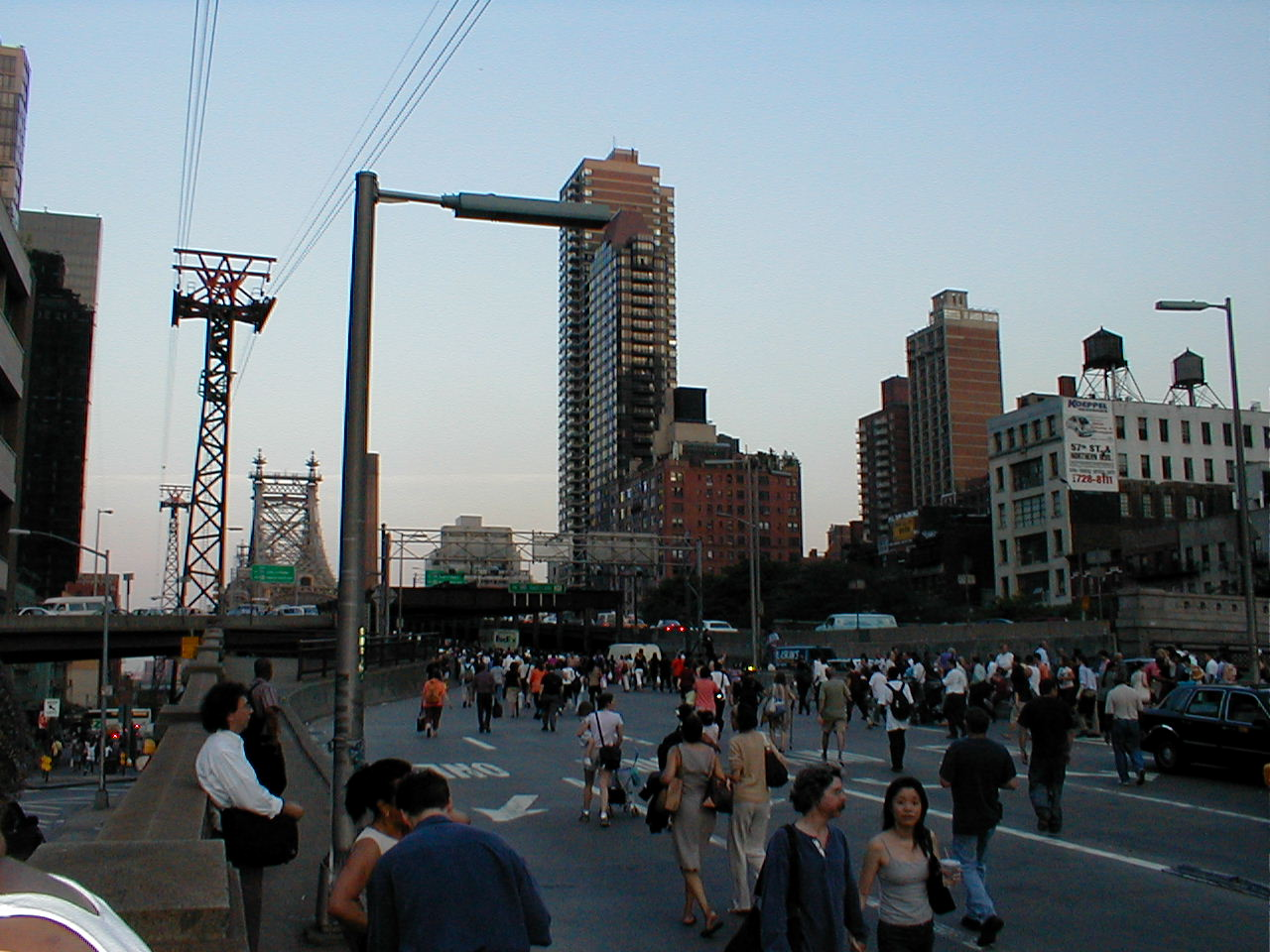
停電時，紐約市徒步回家的市民。

| 城市     | 受影响人数 |
| -------- | ---------- |
| 纽约市   | 8,000,000  |
| 多伦多   | 5,600,000  |
| 底特律   | 951,000    |
| 渥太华   | 820,000    |
| 哈密尔顿 | 680,000    |
| 克利夫兰 | 478,000    |
| 托莱多   | 314,000    |
| 温莎     | 208,000    |

## 死亡率
大停电造成近一百人死亡，
- 在渥太华，有两人死亡的报告。
- 在康涅狄格州，有一人死亡的报告。
- 在纽约市，有五人死亡的报告。 （页面存档备份，存于）

### 新闻故事
- Major power outage hits New York, other large cities（页面存档备份，存于） - CNN.com
- newsday.com headline
- Huge power failure strikes East Coast - CBC（页面存档备份，存于）
- Bloomberg: Power Coming Back On (NPR News)（页面存档备份，存于）
- BBC: Blackouts cause N America chaos（页面存档备份，存于）
- BBC: Share your experiences（页面存档备份，存于）
- Map of outages (requires Flash)（页面存档备份，存于）

### 其它链接
- Blackout History Project（页面存档备份，存于）
- Map of U.S. Power Grids（页面存档备份，存于）
- Nature: Blackouts inherent in power grid（页面存档备份，存于） The safest electricity networks may be the most vulnerable. (8 November 2002)